# Trận Tarawa
Trận Tarawa là một trận đánh giữa lực lượng Hoa Kỳ và Nhật Bản ở Tarawa của Quần đảo Gilbert, diễn ra từ ngày 20 tháng 11 tới ngày 23 tháng 11 năm 1943. Tarawa là một phần của Chiến dịch Galvanic - chiến dịch tấn công và đánh chiếm quần đảo Gilbert, của quân đội Hoa Kỳ tại mặt trận trung tâm Thái Bình Dương. Gần 6.400 quân nhân Nhật Bản và Hoa Kỳ, cùng với nhiều người lao động Triều Tiên, đã thiệt mạng trong trận đánh kéo dài ba ngày ở Betio, một hòn đảo nằm ở khu vực cực tây nam của Tarawa, và các khu vực lân cận khác. Từ trận đánh này, các lực lượng Thủy quân Lục chiến đã có nhiều kinh nghiệm quý giá cho các chiến dịch sau này. Đây cũng là cuộc tấn công lớn đầu tiên của quân đội Hoa Kỳ vào vành đai phòng thủ của Đế quốc Nhật Bản.
Tuy nhiên, không như mong đợi của người Mỹ, quân Nhật được hỗ trợ bởi những lực lượng tinh nhuệ cũng như hệ thống phòng ngự vững chắc đã gây thương vong cao cho quân Mỹ, trận đánh có thể được xem là một trong những trận đánh chết chóc nhất trong giai đoạn hai của Chiến tranh Thái Bình Dương.

## Bối cảnh

### Hoa Kỳ
Để thiết lập các căn cứ không quân chuyển tiếp có nhiệm vụ hỗ trợ các chiến dịch lớn từ Trung tâm Thái Bình Dương tới Philippines và Nhật Bản, người Mỹ soạn thảo kế hoạch đánh chiếm quần đảo Mariana. Mariana có hệ thống phòng thủ rất vững chắc. Học thuyết Hải quân Hoa Kỳ chỉ ra rằng, để các cuộc tấn công đạt được sự thành công, các máy bay xuất phát từ căn cứ đất liền là thiết yếu với nhiệm vụ vô hiệu hóa tuyến phòng thủ và bảo vệ lực lượng đổ bộ. Quần đảo gần nhất mà đáp ứng được những tiêu chí đó chính là Mariana. Chiếm được Mariana là bàn đạp cho các chiến dịch tấn công sau đó, nhưng con đường kết nối Mariana và Hawaii bị cản trở bởi một hòn đảo nhỏ tên Beito, nằm ở phía Tây đảo san hô Tarawa ở quần đảo Gilberts. Vì vậy, để có thể mở màn chiến dịch đánh chiếm Mariana, người Mỹ phải bắt đầu từ phía Đông, tức hòn đảo Beito. Sư đoàn Thủy quân Lục chiến số 1 sau Chiến dịch Watchtower đã hoàn toàn kiệt sức được đưa tới Melbourne để nghỉ ngơi, Sư đoàn Thủy quân Lục chiến 2 được chuyển về New Zealand để hồi sức và tái trang bị, những người bị thương, bị sốt rét hay mắc những bệnh khác trong các chiến dịch quần đảo Solomon được thay thế bằng những người lính trẻ tuổi, khỏe mạnh vừa mới gia nhập tòng quân.
Ngày 20 tháng 7 năm 1943, Bộ Tổng Tham mưu chỉ định Đô đốc Chetster Nimitz chuẩn bị các hoạt động tấn công trên quần đảo Gilbert, lực lượng Mỹ tiến đánh Tarawa dưới sự chỉ huy của Thiếu tướng Julian C. Smith là Sư đoàn Thủy quân Lục chiến số 2, Sư đoàn Bộ binh số 27, với tổng số 35.000 binh lính, lực lượng hỗ trợ cuộc đổ bộ là Đệ Ngũ Hạm đội Hoa Kỳ gồm năm mẫu hạm hộ tống, ba thiết giáp hạm, bốn tuần dương hạm các loại, 22 tàu khu trục và 18 tàu vận tải có nhiệm vụ bắn phá hàng phòng ngự của quân Nhật, đây là một trong những hạm đội lớn của Hải quân Hoa Kỳ tham gia chiến tranh Thái Bình Dương. Để chuẩn bị cho trận đánh, phó đô đốc Raymond Spruance đã bay tới New Zealand để bàn bạc chiến dịch với thiếu tướng Smith và vạch ra kế hoạch đổ bộ lên đảo Beito.
Theo kế hoạch ban đầu của Bộ Tư lệnh, lúc 9 giờ sáng 20 tháng 11, 5.000 lính Mỹ thuộc ba Tiểu đoàn Thủy quân Lục chiến sẽ đổ bộ vào các bãi biển Red 1, 2 và 3 sau đợt bắn phá của hải quân, tuy nhiên trước trận đánh quân Mỹ cũng mắc một số sai lầm, chẳng hạn như dự đoán sai số quân Nhật trú phòng trên đảo, trinh sát thì không phát hiện ra mực nước quá nông cho tàu đổ bộ cập bến, và không lường trước việc bắn phá của hải quân cũng không làm thiệt hại gì mấy đến hệ thống phòng ngự của quân Nhật. Những sai lầm này khiến cho quân Mỹ chịu thiệt hại nặng nề trong ngày đầu tiên của trận đánh.

### Sự chuẩn bị của Nhật Bản
Nằm khoảng 2.400 dặm về phía Tây Nam Trân Châu Cảng, Beito là hòn đảo lớn nhất trong một chuỗi các đảo san hô ở Tarawa, chỉ dài khoảng hai dặm và rộng 800 m, Tarawa có một sân bay để bảo trì và sửa chữa các loại máy bay ném bom hạng nặng. Sau cuộc oanh tạc đảo Makin tháng 8 năm 1942, Bộ Tư lệnh Nhật nhận thức được giá trị của quần đảo Gilbert, họ cũng biết trước sau thì quân Mỹ sẽ tấn công hòn đảo nên ra lệnh cho những đơn vị đặc nhiệm lên tăng cường hệ thống phòng ngự của đảo. Lực lượng Đổ bộ Đặc biệt số 6 Yokosuka (sau đổi tên thành Lực lượng Phòng vệ đặc biệt số 3) được đưa tới Beito để củng cố vào tháng 2 năm 1943, Chuẩn Đô đốc Tomanari Saichiro, một kỹ sư giàu kinh nghiệm nhận lệnh chỉ đạo công việc xây dựng các công trình phòng thủ tinh vi trên đảo, mục tiêu của Saichiro trong sơ đồ phòng thủ của quân Nhật là ngăn chặn lực lượng tấn công của địch ở ngoài khơi hoặc kìm chặt chúng trên các bãi đổ bộ. Hơn 500 boongke, công sự và lô cốt cùng hệ thống hào phòng thủ được xây dựng bao bọc sân bay, chướng ngại vật, rào kẽm gai và các loại mìn cũng được bố trí, trên các ngọn đồi san hô thấp người Nhật xây dựng các công sự được trang bị súng máy hạng nặng và nhẹ, một số khác được trang bị pháo 20 ly và pháo chống tăng 47 ly, ngoài ra còn có một loạt 14 khẩu pháo hải quân 8-inch mua từ Hải quân Hoàng gia Anh sau Chiến tranh Nga–Nhật trải dài xung quanh hòn đảo, người Nhật cho rằng những khẩu pháo này sẽ khiến cho quân Mỹ gặp nhiều khó khăn khi họ đổ bộ lên bờ.
Người Nhật làm việc không mệt mỏi trong gần một năm để củng cố hệ thống phòng ngự trên đảo . Để hỗ trợ các đơn vị đồn trú trên đảo, 1.247 người của Tiểu đoàn Xây dựng số 111, cùng với 970 người thuộc Tiểu đoàn Công binh số 4 của Hải quân Đế quốc được đưa vào, khoảng 1.200 người trong số này là lao động Hàn Quốc. Kể từ mùa xuân năm 1943, Lực lượng Phòng vệ Đặc biệt số 3 là đơn vị phòng thủ nòng cốt của Tarawa với quân số 1.112 người, họ được tăng cường bởi Lực lượng Đổ bộ Đặc biệt số 7 Sasebo, với 1.497 người, chỉ huy bởi Đại úy Takeo Sugai, đơn vị này được hỗ trợ thêm một Đại đội xe tăng hạng nhẹ 14 chiếc, do Thiếu úy Ohtani chỉ huy. Các đơn vị đổ bộ đặc biệt, được tình báo Mỹ đánh giá là có kỉ luật tốt, nhiều kinh nghiệm và có nhuệ khí cao hơn các lực lượng khác trong quân đội Thiên Hoàng. Ngày 20 tháng 7 năm 1943, Chuẩn Đô đốc Keiji Shibazaki, một sĩ quan có nhiều kinh nghiệm từ chiến trường Trung Quốc, đã trấn an Saichiro rằng cuộc chiến sắp tới sẽ nổ ra như dự đoán, Shibazaki tiếp tục công tác chuẩn bị phòng thủ cho đến ngày đầu tiên Thủy quân Lục chiến Mỹ tấn công, ông tuyên truyền, khuyến khích những người lính của mình rằng ''Phải cần đến một triệu người trong 100 năm thì mới chiếm được Tarawa....''. Đến lúc này, trong tay Shibazaki có hơn 2.600 binh sĩ và 2.200 lao động sẵn sàng đón chờ cuộc tấn công của quân Mỹ.

## Chỉ huy lực lượng hai bên

### Hoa Kỳ

#### Lực lượng hải quân
Đệ Ngũ Hạm đội
Phó Đô đốc Raymond A. Spruance (kì hạm Indianapolis)
Quân đoàn Tác chiến Đổ bộ V ("V 'Phib")
Phó Đô đốc Richmond K. Turner (kì hạm Pennsylvania)
Nhóm Tác chiến Đổ Bộ số 1 (Lực lượng Đặc nhiệm 52 – Makin)
Phó Đô đốc Raymond K. Turner
Sư đoàn Bộ binh 27 (Thiếu tướng Ralph C. Smith)
Nhóm Tác chiến Đổ Bộ số 2 (Lực lượng Đặc nhiệm 53 – Tarawa)
Chuẩn Đô đốc Harry W. Hill (kì hạm Maryland)
Sư đoàn Thủy quân Lục chiến số 2 (Thiếu tướng Julian C. Smith)

#### Lực lượng mặt đất
Quân đoàn Tác chiến Đổ bộ V
Thiếu tướng Holland M. "Howlin' Mad" Smith
Tarawa:
 Sư đoàn Thủy quân Lục chiến số 2
Thiếu tướng Julian C. Smith
Trung đoàn Thủy quân Lục chiến số 2 (Đại tá David M. Shoup)
Trung đoàn Thủy quân Lục chiến số6 (Đại tá Maurice G. Holmes)
Trung đoàn Thủy quân Lục chiến số 8 (Đại tá Elmer E. Hall)
Trung đoàn Thủy quân Lục chiến số 10 (Pháo binh) (Đại tá Thomas E. Bourke)
Trung đoàn Thủy quân Lục chiến 18 (Công binh) (Đại tá Cyril W. Martyr)
Makin:
 Sư đoàn Bộ binh 27
Thiếu tướng Ralph C. Smith
Trung đoàn Bộ binh 165 (RCT)
Tiểu đoàn 3 / Trung đoàn Bộ binh 105 ("Appleknockers")

### Nhật Bản
Đơn vị phòng thủ Quần đảo Gilberts
Chuẩn đô đốc Keiji Shibazaki (tử trận ngày 20) - chỉ huy trưởng
Xấp xỉ 5000 lính trong lực lượng phòng thủ
- Đơn vị Phòng vệ đặc biệt số 3 (trước là Đơn vị Đổ bộ đặc biệt số 6 Yokosuka)
- Đơn vị Đổ bộ đặc biệt số 7 Sasebo
- Tiểu đoàn Xây dựng số 111
- Tiểu đoàn công binh số 4 (thuộc đơn vị Hải quân - làm nhiệm vụ trên đảo)

## Diễn biến

### Ngày thứ nhất, 20 tháng 11

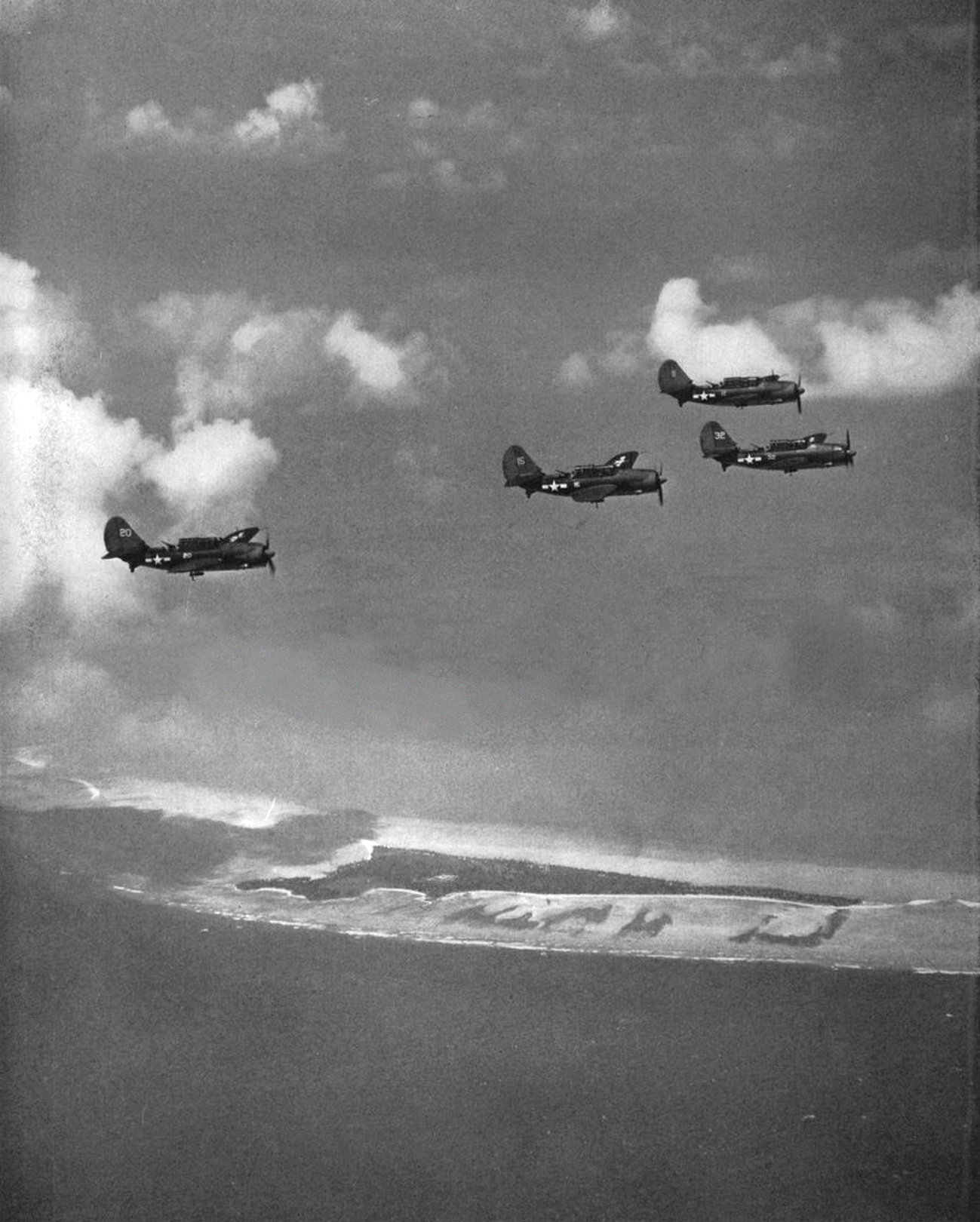
Các máy bay ném bom bổ nhào Curtiss SB2C-1 Helldiver của hàng không mẫu hạm Bunker Hill đang tác chiến tại Tarawa, tháng 11 năm 1943.

Lực lượng Hải quân Hoa Kỳ tập trung ở quần đảo Gilberts được coi là một trong những lực lượng có quy mô lớn nhất từng thấy tại một chiến dịch riêng lẻ ở Thái Bình Dương, bao gồm 17 hàng không mẫu hạm (sáu hàng không mẫu hạm chủ lực, năm hàng không mẫu hạm hạng nhẹ và sáu hàng không mẫu hạm hộ tống), 12 thiết giáp hạm, tám tuần dương hạm hạng nặng, bốn tuần dương hạm hạng nhẹ, 66 khu trục hạm và 36 tàu vận tải. Có tổng cộng 35.000 binh lính thuộc Sư đoàn Thủy quân Lục chiến số 2 và Sư đoàn Bộ binh 27 của Lục quân Hoa Kỳ.
Lúc 6 giờ sáng ngày 20, Hải quân Mỹ mở trận pháo kích khủng khiếp lên đầu quân phòng thủ, các thiết giáp hạm, tuần dương hạm và khu trục hạm đồng loạt nhả đạn, trong khi đó máy bay ném bom trên hàng không mẫu hạm cất cánh và oanh tạc hòn đảo. Ngay lập tức, bốn khẩu pháo 8-inch trên bờ bắn trả, trận đấu pháo đã khiến cho thiết giáp hạm USS Colorado (BB-45) và USS Maryland (BB-46) trúng đạn và hư hỏng, nhưng sau đó các khẩu pháo 16-inch trên tàu khai hỏa, bốn khẩu súng trên bờ biển đều bị phá hủy hoặc hỏng nặng, tuy vẫn còn một khẩu trong số đó vẫn hoạt động qua ngày thứ hai trước khi bị tiêu diệt.
Trong lúc trận bắn phá và oanh tạc hòn đảo diễn ra, hai xe quét mìn vượt qua lưới lửa đạn và loại bỏ các chướng ngại vật, mở đường cho Thủy quân Lục chiến tiến vào. Cuộc tấn công của quân Mỹ bắt đầu vào lúc 9 giờ, chậm hơn dự kiến 30 phút, hàng loạt các xe lội nước và tàu đổ bộ, mỗi chiếc chở 20 binh sĩ Thủy quân Lục chiến ồ ạt tiến vào, nhưng khi tiếp cận hòn đảo, họ nhận ra mức thủy triều không đủ cao để xe lội nước vượt qua những dãy đá san hô sắc như dao, điều đó khiến lái tàu phải dừng lại và thả lính Mỹ xuống vùng nước sâu ba mét, từ đây Thủy quân Lục chiến Mỹ bắt đầu tản ra và tiến lên bờ. Quân Nhật nhanh chóng điều động quân từ các bãi biển Black 1 và 2 vốn không nằm trong kế hoạch tấn công lên tăng cường cho các bãi biển Red 1, 2 và 3.

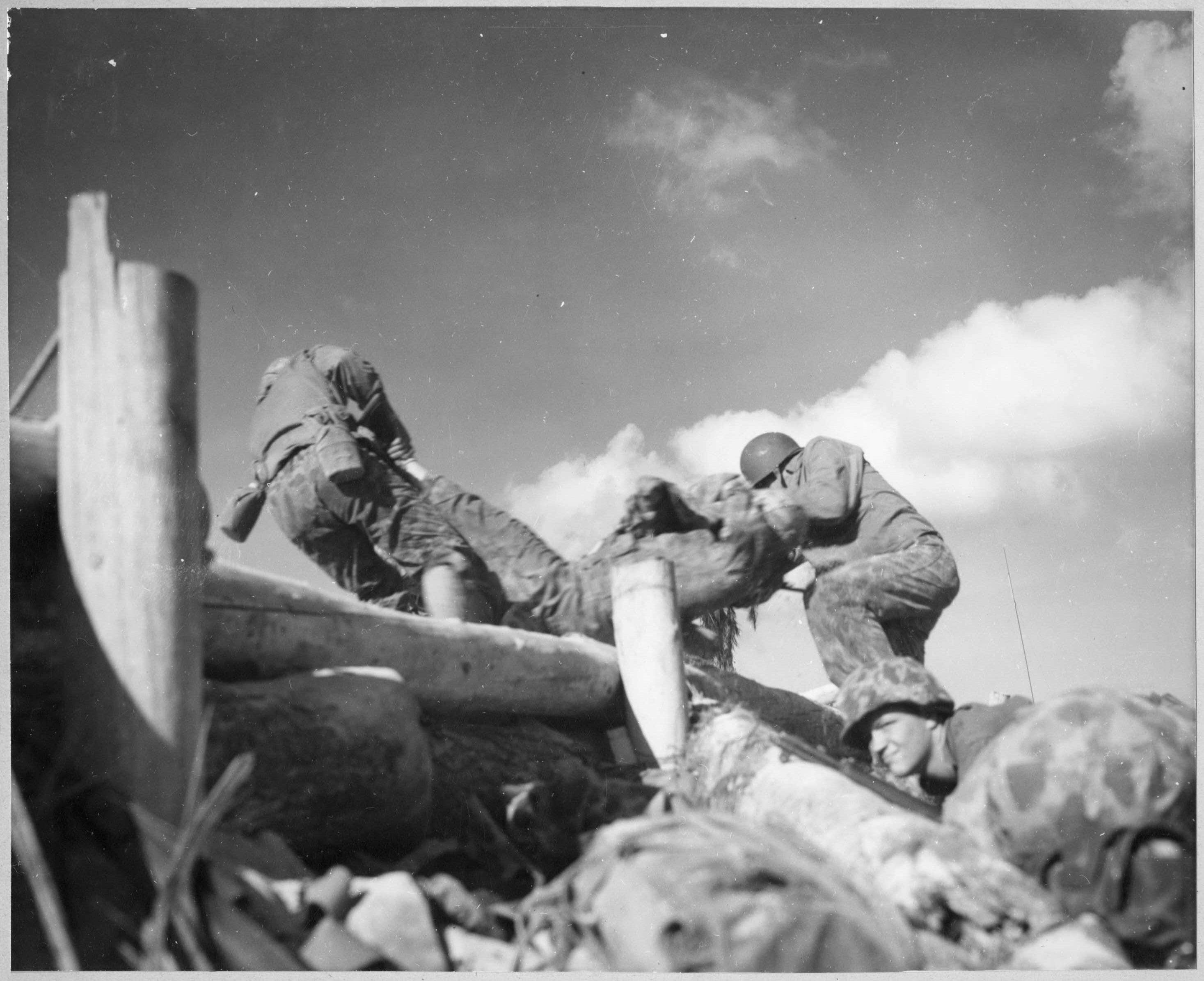
Hai lính Thủy quân Lục chiến đang kéo một người đồng đội bị thương nặng xuống phía sau bức tường chắn sóng để sơ cứu, ngày 20 tháng 11 năm 1943.

Khi Thủy quân Lục chiến đổ bộ lên bờ, quân Nhật nấp trong các lô cốt hay trên các ngọn đồi san hô bắn vào quân Mỹ với những khẩu súng máy 20 ly, quân Mỹ bị bất ngờ vì trước đó họ cho rằng chỉ gặp sức kháng cự yếu ớt. Nhiều lính Mỹ cố gắng tiến lên giữa các rặng đá san hô trong khi đó trên bờ súng máy và súng bắn tỉa Nhật đua nhau lấy mạng từng người một, các khẩu pháo, súng cối của quân Nhật liên tiếp xả vào đoàn tàu đang chở lính Mỹ cập bờ, nhiều tàu đổ bộ và xe lội nước bị phá hủy, lính Thủy quân Lục chiến theo nhau bỏ mạng. Đến cuối ngày, hơn một nửa trong hơn 120 phương tiện đổ bộ đã bị loại khỏi vòng chiến.
Đại tá David Shoup là một trong những sĩ quan cao cấp nhất có mặt trên đảo, đã trực tiếp chỉ huy lực lượng đổ bộ mặc dù bị thương ở tay trong lúc đổ bộ tại một cầu cảng. Ông đã dẫn dắt người của mình tiêu diệt các ổ bắn tỉa của quân Nhật trên cầu cảng và phá vây cho tốp lính Thủy quân Lục chiến đã đổ bộ trong đợt một, lúc đó đang co cụm lại tại các chướng ngại vật bé và thấp. Ông đã trực tiếp chỉ huy người của mình đến khi trận đánh kết thúc, dẫn đầu các đợt xung kích vào các ụ súng máy của quân Nhật và liên tục cổ vũ tinh thần cho lính dưới quyền. Ông được trao tặng Huân chương Danh dự vì sự dũng cảm sau trận đánh.
Trước tình thế quân Mỹ đang bị mắc kẹt trên bờ biển, lực lượng thiết giáp được chở trên các tàu đổ bộ LCM tiến vào đất liền để hỗ trợ, nhưng giống như các tàu chở lính Thủy quân Lục chiến trước đó, họ bị kẹt lại trên các rặng đá san hô. Nhiều tàu LCM bị bắn chìm khi đang kẹt gần bãi biển hoặc chìm khi đang cố gắng rút ra khỏi khu vực. Hai chiếc M3 Stuart đổ bộ thành công lên phía đông hòn đảo nhưng bị hỏa lực của lính Nhật bắn hạ nhanh chóng. Trung tá Kenneth F. McLeod - chỉ huy Tiểu đoàn Thủy quân Lục chiến số 3, đã phơi mình trước hỏa lực của người Nhật để dẫn dắt các tàu LCM vào bãi Red 2 để thả xe tăng. hai xe tăng M3 Stuart và bốn chiếc M4 Sherman tiến vào bãi biển Red 2 thành công, tuy nhiên những chiếc xe tăng này rơi vào hố chứa mìn của quân Nhật và nổ tung, một số còn sống sót đều bị trọng pháo Nhật tiêu diệt hoặc vô hiệu hóa, chỉ có một chiếc trong đó thoát được. Tương tự, một trung đội đã cố đưa bốn xe tăng ra khỏi bãi Red 3, nhưng đến cuối ngày cũng chỉ còn một chiếc hoạt động do bị hỏa lực Nhật đánh chặn dữ dội.
Đến trưa cùng ngày, Thủy quân Lục chiến đã kiểm soát thành công các bãi đổ bộ và họ chỉ còn cách sân bay chừng vài chục mét. Tuy nhiên, không một đơn vị nào có thể tiến lên được do súng máy và súng cối Nhật liên tiếp xả vào họ, quân Mỹ buộc phải dừng lại củng cố, lấy bờ biển làm bàn đạp cho cuộc tấn công sắp tới.

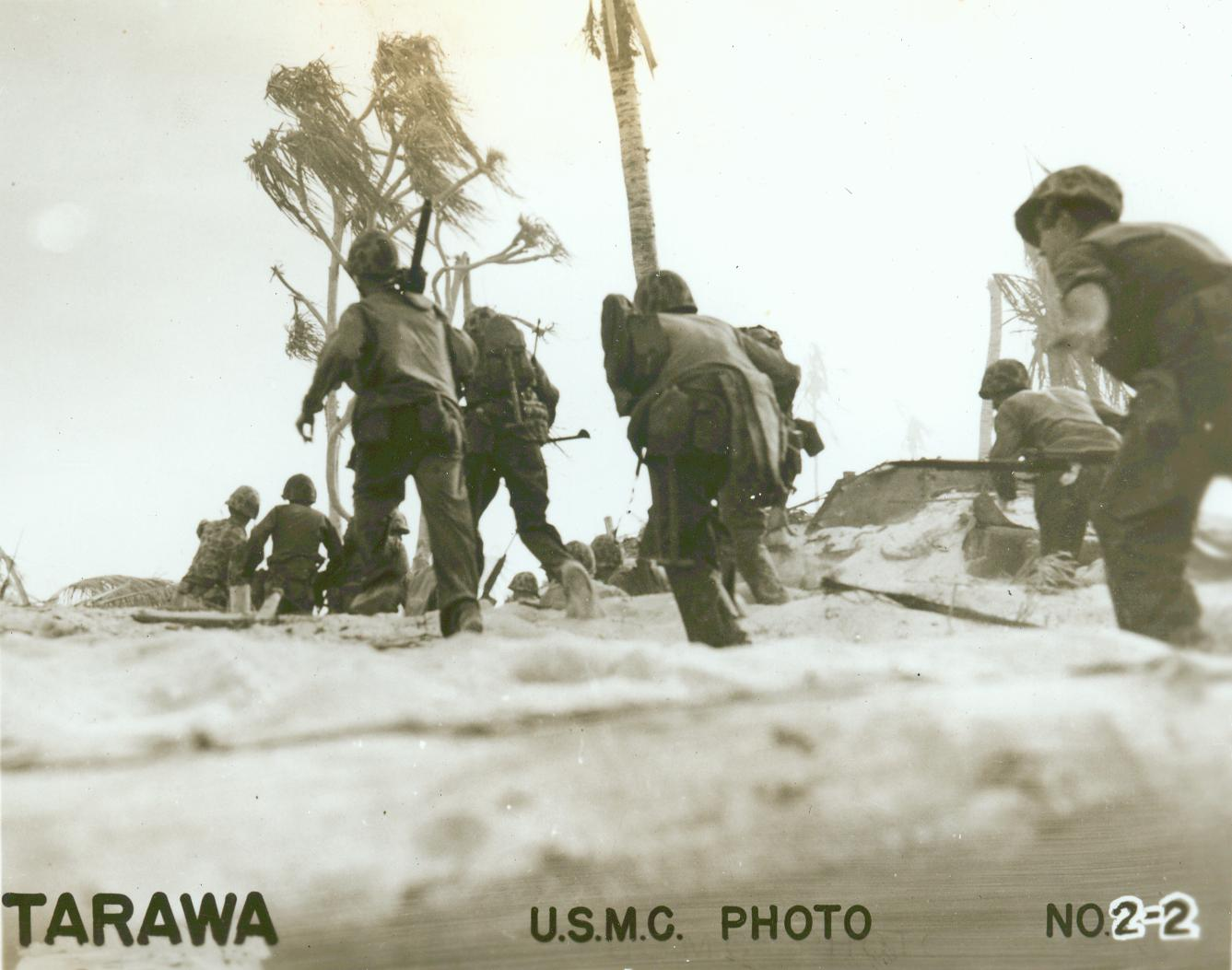
Một nhóm lính Thủy quân Lục chiến đang di chuyển vào đất liền.

Trong khi đó, ở phía Tây Nam của bãi Red 1, Đại đội trưởng - Thiếu tá Micheal P. Ryan đã tập hợp 200 lính Mỹ gồm đủ thành phần thủy thủ, công binh, vận tải và cả Thủy quân Lục chiến, cùng với hai chiếc xe tăng duy nhất còn hoạt động mở cuộc tấn công thọc sâu vào bãi biển Green vốn được phòng ngự mỏng hơn, rồi từ đó tiến vào và vô hiệu hóa các công sự của quân Nhật trên hai bãi Black 1 và 2. Đơn vị chiến đấu này được biết đến với tên gọi "đội quân mồ côi". Ryan đã chỉ huy đội quân này hạ gục từng điểm phòng thủ của quân Nhật, trực tiếp dẫn bắn cho hải pháo của Hải quân và dọn sạch tuyến phòng thủ của quân Nhật ở phía Tây hòn đảo. Sau trận đánh, Ryan được trao thưởng Huân chương Chữ Thập Hải quân - huân chương cao quý nhất của Hải quân Hoa Kỳ, vì sự dũng cảm trong trận đánh.
Hệ thống liên lạc của người Nhật trên đảo phần lớn bị phá hủy bởi đạn pháo người Mỹ, khiến đô đốc Keiji Shibazaki không thể chỉ huy và liên lạc được tới các đơn vị phòng thủ quanh đảo. Vào giữa chiều, đô đốc Shibazaki của ban tham mưu quyết định rời sở chỉ huy về phía Nam hòn đảo với sự hỗ trợ của hai xe tăng Ha-Go Type 95, nhưng chưa kịp di chuyển thì một quả đạn pháo 5-inch rơi trúng sở chỉ huy, cướp đi sinh mạng của Shibazaki và phần lớn ban tham mưu của ông. Tổn thất này đã ảnh hưởng không nhỏ tới hệ thống chỉ huy quân phòng thủ của đảo sau đó.
Đến tối, quân phòng thủ Nhật vẫn cố thủ và bắn quấy rối các đơn vị Thủy quân Lục chiến Mỹ đang tiến sâu vào trong đất liền. Do mất hết sĩ quan chỉ huy và kênh liên lạc không còn, họ phải tự thân vận động. Thủy quân Lục chiến Mỹ đã mang được đội khẩu pháo 75mm Howitzer lên bờ và vào vị trí cho ngày thứ hai, nhưng họ không đổ bộ được phần lớn quân của đợt hai theo kế hoạch và phải đợi trên những chiếc xuồng đổ bộ Higgins lênh đênh trên biển. Nhiều lính Nhật đã lẻn ra ngoài bãi biển, nấp sau xác những chiếc LVT hỏng và định tấn công quân Mỹ từ phía sau. Nhưng các cuộc tấn công lẻ tẻ và thiếu hợp đồng tác chiến đã gây ra thương vong lớn cho quân Nhật. Đến cuối ngày, trong số 5.000 lính Thủy quân Lục chiến đã đổ bộ lên bờ, hơn 1.500 người đã bị giết hoặc bị thương.

### Ngày thứ hai, 21 tháng 11

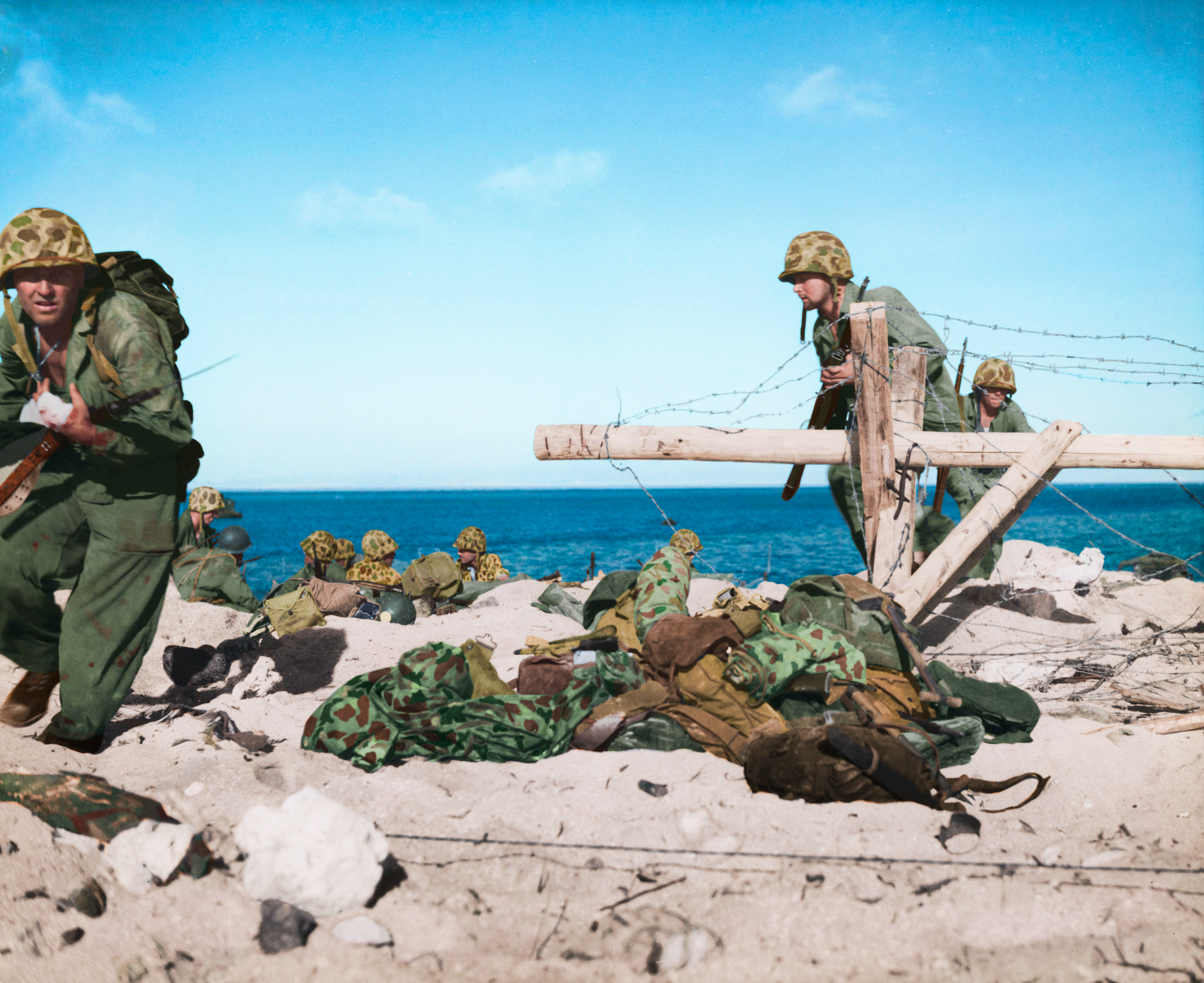
Lính Thủy quân Lục chiến thuộc Tiểu đoàn 3, Trung đoàn Thủy quân Lục chiến số 6 đang tiến vào đất liền, ngày 21 tháng 11 năm 1943.

Với việc lực lượng Thủy quân Lục chiến đang giữ một dải phòng tuyến mỏng trên đảo, họ được lệnh tấn công bãi Red 2 và 3 và đẩy mạnh vào phía trong và chia cắt quân phòng thủ Nhật Bản thành hai phần, mở rộng chỗ lồi gần sân bay cho đến khi tiến đến bờ biển phía nam. Những lực lượng trên Red 1 được lệnh chiếm giữ bãi Green để đảm bảo cuộc đổ bộ của quân tiếp viện sắp tới.
Nỗ lực chiếm lấy bãi Green ban đầu vấp phải sự chống trả quyết liệt của quân phòng thủ Nhật Bản. Pháo của Hải quân được gọi bắn để tiêu diệt các ụ súng phòng thủ. Dần dần các hoa tiêu pháo binh có thể gọi bắn trực tiếp và chính xác vào các ụ súng máy và các cứ điểm còn lại. Với những trở ngại lớn đã được giảm bớt, các đơn vị Thủy quân Lục chiến có thể tiến lên và đánh chiếm các vị trí trong khoảng một giờ chiến đấu với tổn thất tương đối ít.
Các hoạt động dọc Red 2 và Red 3 gặp nhiều khó khăn đáng kể. Trong đêm, quân đồn trú đã thiết lập một số chốt súng máy mới ở khu vực giữa hai bãi biển, và hỏa lực từ các tổ súng máy đó đã bắn quấy rối các lực lượng Mỹ trong một thời gian dài. Đến trưa, lực lượng Hoa Kỳ đã bắn trả bằng súng máy hạng nặng và các đồn bốt của Nhật Bản đã bị tiêu diệt. Đến đầu giờ chiều, họ đã băng qua sân bay và chiếm các công trình phòng thủ bỏ hoang ở phía nam.
Khoảng 12:30 một tin nhắn đến cho biết một số quân trú phòng đang băng qua các bãi cát từ cực đông của hòn đảo đến Bairiki, hòn đảo tiếp theo. Các đơn vị của Trung đoàn Thủy quân Lục chiến số 6 sau đó được lệnh đổ bộ lên Bairiki để phong tỏa đường rút lui. Họ đã tổ chức thành một đơn vị, bao gồm xe tăng và pháo binh, và bắt đầu cuộc đổ bộ lúc 16:55. Họ bị hỏa lực của súng máy bắn trả ác liệt nên máy bay Hải quân được điều đến để cố gắng xác định vị trí các khẩu súng và tiêu diệt chúng. Lực lượng này đã đổ bộ mà không cần chiến đấu, và sau đó họ tìm thấy chỉ có một hộp đạn duy nhất với 12 khẩu súng máy được thiết lập bởi lực lượng được cho là đã tẩu thoát. Họ có một thùng xăng nhỏ trong ụ súng, và khi nó bị hỏa lực từ máy bay bắn trúng, toàn bộ lực lượng đã bị thiêu rụi. Sau đó, các đơn vị khác của Trung đoàn Thủy quân Lục chiến số 6 đã đổ bộ tại bãi Green ở phía bắc (gần bãi Red 1).
Vào cuối ngày, toàn bộ phần cuối phía tây của hòn đảo nằm trong sự kiểm soát của Hoa Kỳ, cũng như một đường nối khá liên tục giữa Red 2 và Red 3 xung quanh các sân đỗ máy bay. Một nhóm riêng biệt đã di chuyển qua sân bay và thiết lập một tuyến phòng thủ ở phía nam, cạnh bãi Black 2. Các nhóm không liên lạc được với nhau, với khoảng cách hơn 500 thước Anh (460 m) giữa các lực lượng tại Red 1, Green, Red 2, và các phòng tuyến ở phía bắc hòn đảo từ Red 2 tới Red 3.

### Ngày thứ ba, 22 tháng 11

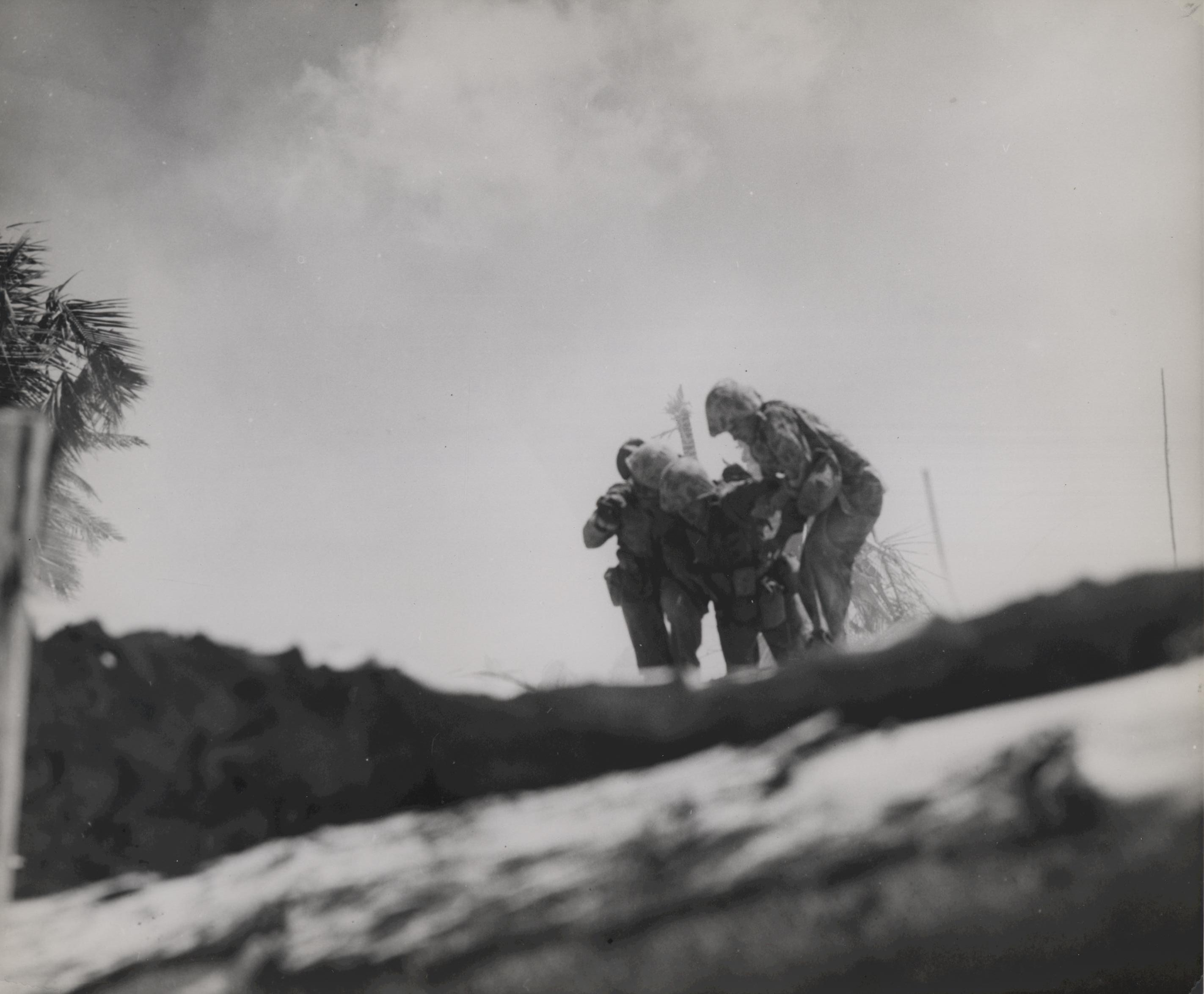
Hai lính Thủy quân Lục chiến đang dìu một người đồng đội bị thương ra khỏi chiến trường.

Ngày thứ ba của trận chiến chủ yếu bao gồm việc củng cố các phòng tuyến hiện có dọc theo Red 1 và 2, một cuộc tấn công về phía đông từ cầu cảng, đồng thời di chuyển thiết bị hạng nặng và xe tăng lên bờ vào bãi Green lúc 08:00. Trong buổi sáng, các lực lượng đổ bộ lên Red 1 đã tiến được về phía Red 2 nhưng chịu một vài thương vong. Trong khi đó, Trung đoàn Thủy quân Lục chiến số 6, đã đổ bộ lên bãi Green ở phía nam của Red 1, củng cố vị trí khi các Tiểu đoàn còn lại của Trung đoàn 6 đổ bộ.
Đến buổi chiều, Tiểu đoàn 1, Trung đoàn Thủy quân Lục chiến số 6 đã được tổ chức và trang bị đầy đủ để tiến hành các cuộc tấn công. Vào lúc 12 giờ 30 phút, họ dồn quân Nhật qua bờ biển phía nam của hòn đảo. Đến chiều muộn, họ đã đến đầu phía đông của sân bay và tạo thành một đội hình gắn liền với các lực lượng đổ bộ lên Red 3 hai ngày trước đó.
Đến tối, các lực lượng còn lại của Nhật Bản, một phần bị đẩy lùi vào một phần đất nhỏ bé ở phía đông của sân bay và một số hoạt động trong một số khu biệt lập gần Red 1, Red 2 và gần rìa phía tây của sân bay.
Đêm đó, lực lượng Nhật Bản chuẩn bị cho một cuộc phản công, bắt đầu vào khoảng 19:30. Các đơn vị nhỏ đã được cử đến để xâm nhập vào phòng tuyến của Hoa Kỳ để chuẩn bị cho một cuộc tấn công quy mô toàn diện. Tuy nhiên đội hình người Nhật nhanh chóng bị phát hiện và bị hỏa lực pháo binh Mỹ bắn phá nên không cuộc tấn công nào diễn ra. Trong một nỗ lực khác, một cuộc tấn công cảm tử lớn, được thực hiện vào lúc 03:00 và đã đạt được một số thành công nhất định, cướp đi sinh mạng của 45 lính Mỹ và bị thương 128 người. Với sự hỗ trợ của các khu trục hạm USS Schroeder và USS Sigsbee, Thủy quân Lục chiến đã phản công và tiêu diệt 325 lính Nhật.

### Ngày thứ tư, 23 tháng 11

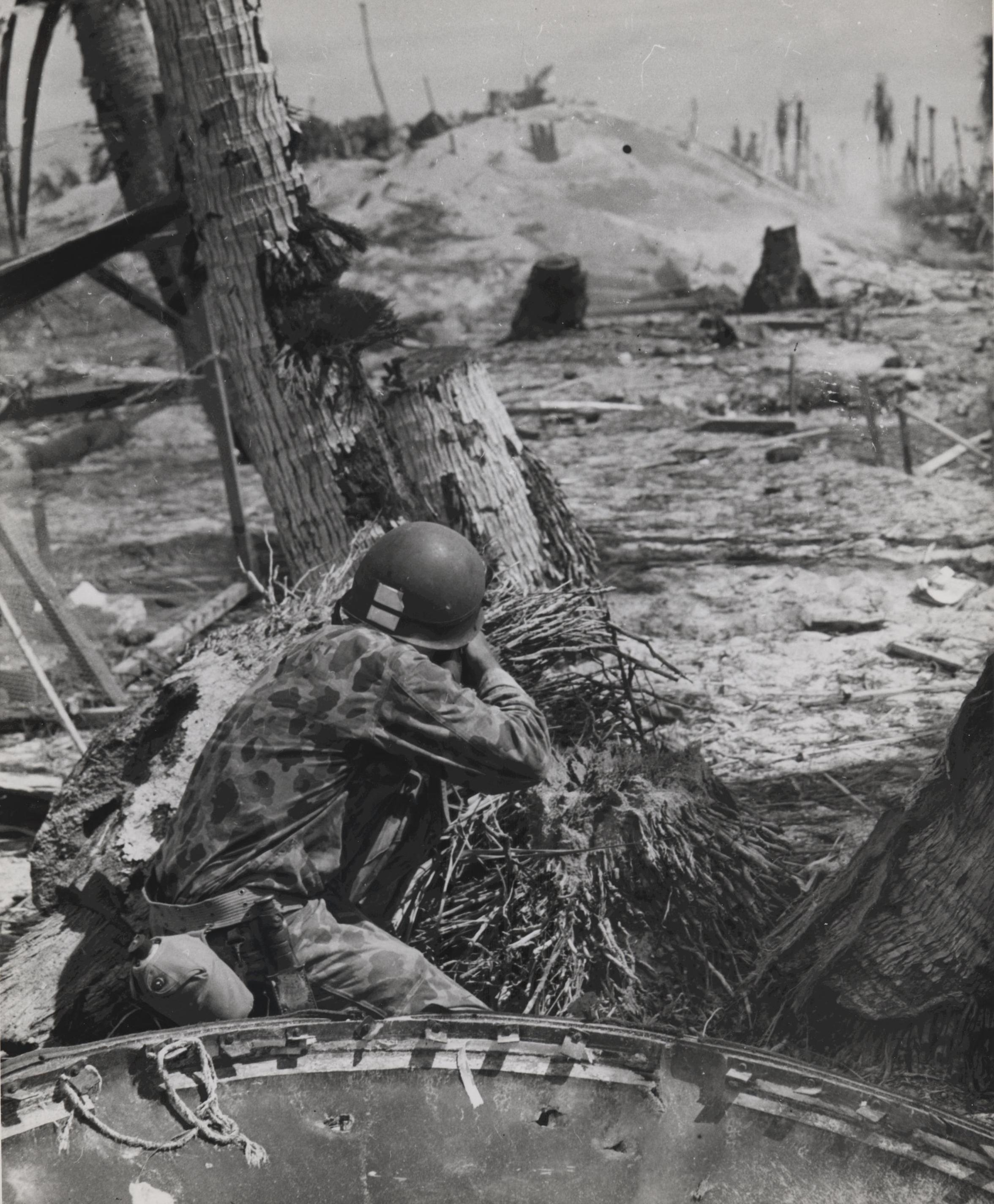
Một lính Thủy quân Lục chiến đang ngắm bắn vào vị trí của một ụ súng máy Nhật.

Lúc 0400, quân Nhật tấn công vào vị trí của Tiểu đoàn 1, Trung đoàn Thủy quân Lục chiến số 6 của Thiếu tá Jones. Khoảng 300 quân Nhật đã tung ra một cuộc tấn công banzai vào phòng tuyến của các Đại đội A và B. Nhận được sự yểm trợ từ các khẩu đội pháo 75mm của Tiểu đoàn 1, Trung đoàn Thủy quân Lục chiến số 10 và các khu trục hạm Schroeder và Sigsbee, lính Thủy quân Lục chiến đã có thể đánh trả cuộc tấn công nhưng chỉ sau khi gọi pháo chi viện phòng tuyến của họ cách phòng tuyến của họ chỉ 75m. Khi cuộc tấn công kết thúc khoảng một giờ sau đó, có hơn 200 thi thể của lính Nhật nằm trước phòng tuyến của lính Thủy quân Lục chiến và 125 người khác ngoài phòng tuyến của họ. Lúc 07:00, các máy bay chiến đấu và máy bay ném bom bổ nhào của Hải quân bắt đầu không kích các vị trí của quân Nhật ở phía đông của hòn đảo. Sau 30 phút không kích, các khẩu đội pháo của Tiểu đoàn 1, Trung đoàn Thủy quân Lục chiến số 10 bắt đầu pháo kích vị trí quân Nhật. Mười lăm phút sau, Hải quân bắt đầu phần cuối cùng của đợt pháo kích với 15 phút pháo kích nữa. Vào lúc 08:00, Tiểu đoàn 3, Trung đoàn Thủy quân Lục chiến số 6 dưới sự chỉ huy của Trung tá McLeod bắt đầu tấn công, Tiểu đoàn 1 của thiếu tá Jones rút khỏi phòng tuyến sau khi chịu tổn thất 45 chết và 128 bị thương trong trận giao tranh đêm trước. Do tính thu hẹp của đảo, Đại đội I và L của Tiểu đoàn 3 là lực lượng chủ chốt trên mặt trận với Đại đội K dự bị. Thủy quân Lục chiến tiến nhanh tiêu diệt số quân Nhật ít ỏi còn sống sót ở mũi phía đông đảo Betio. Họ có hai xe tăng Sherman tên là Colorado và China Gal, 5 xe tăng hạng nhẹ hỗ trợ và các đơn vị công binh hỗ trợ. Đại đội I và L tiến thêm được 350m trước khi gặp phải sự kháng cự mạnh mẽ từ các boongke xuất hiện ở khu vực Đại đội I. Trung tá McLeod ra lệnh cho Đại đội L tiếp tục tiến công và tạt qua vị trí của quân Nhật. Đại đội L sau đó nhanh chóng chiếm được toàn bộ khu vực rộng 200 thước Anh, trong khi Đại đội I phải chật vật để tiêu diệt các ổ đề kháng mạnh của quân Nhật với sự hỗ trợ của xe tăng Colorado và các đội bộc phá/súng phun lửa thuộc đơn vị công binh. Khi Đại đội I tiến vào, quân Nhật chạy khỏi nơi ẩn nấp và cố gắng rút lui theo 1 đội hình hàng dọc lớn và tập trung. Được thông báo về việc rút lui, trưởng xe của chiếc Colorado đã bắn thẳng vào hàng ngũ binh sĩ đang bỏ chạy. Những thi thể lính Nhật gần như bị hủy hoại hoàn toàn khiến lính Mỹ không thể đếm được có bao nhiêu người bị hạ gục bởi một phát súng duy nhất này, nhưng ước tính có từ 50 đến 75 người thiệt mạng. Trong khi Đại đội L tiến xuống cuối phía đông của hòn đảo, Tiểu đoàn 3, Trung đoàn Thủy quân Lục chiến số 2 của Thiếu tá Hay và Tiểu đoàn 1, Trung đoàn Thủy quân Lục chiến số 8 của Thiếu tá Schoettel đang tiêu diệt nốt ổ đề kháng của quân Nhật vẫn còn tồn tại giữa các bãi Red 1 và Red 2. Vị trí này đã làm khựng lại các cuộc tiến công của những đơn vị Thủy quân Lục chiến đổ bộ lên Red 1 và Red 2 kể từ D-Day và họ vẫn chưa thể tiêu diệt được nó.
Tiểu đoàn 1, Trung đoàn Thủy quân Lục chiến số 8 tiến vào ổ đề kháng từ phía đông (Red 2) trong khi Tiểu đoàn 3, Trung đoàn Thủy quân Lục chiến số 2 tiến từ phía tây (Red 1). Thiếu tá Hewitt Adams dẫn đầu một trung đội bộ binh, được yểm trợ bởi hai khẩu lựu pháo đặt đầm phá, tiến vào các vị trí của quân Nhật để khép chặt vòng vây. Đến trưa, ổ đề kháng bị yếu đi. Ở đầu phía đông của đảo, Đại đội L của Tiểu đoàn 3, Trung đoàn Thủy quân Lục chiến số 6 tiếp tục tiến lên, bỏ qua các ổ kháng cự cho xe tăng, công binh và không quân lo liệu. Đến 13:00 họ đã đến mũi phía đông của Betio. Tiểu đoàn 3 đã tiêu diệt khoảng 475 lính Nhật vào sáng ngày D+3 trong khi chỉ mất chín người và 25 người bị thương. Quay lại khu vực giữa bãi Red 1 và Red 2, không có số lượng chính xác về thương vong của người Nhật. Ước tính có khoảng 1.000 lính Nhật còn sống và chiến đấu vào đêm D + 2, 500 tới sáng ngày D + 3 và chỉ còn lại 50–100 khi hòn đảo được tuyên bố là an toàn vào lúc 13h30.

## Sau trận đánh
Trong nhiều ngày tiếp theo, Tiểu đoàn 2 thuộc Trung đoàn Thủy quân Lục chiến số 6 tiếp tục tiến công vào các đảo còn lại trong đảo san hô và chiếm hết khu vực của quân Nhật vào ngày 28 tháng 11. Sư đoàn Thủy quân Lục chiến số 2 bắt đầu rút lui dần Tarawa ngay sau đó và được rút hoàn toàn vào đầu năm 1944.

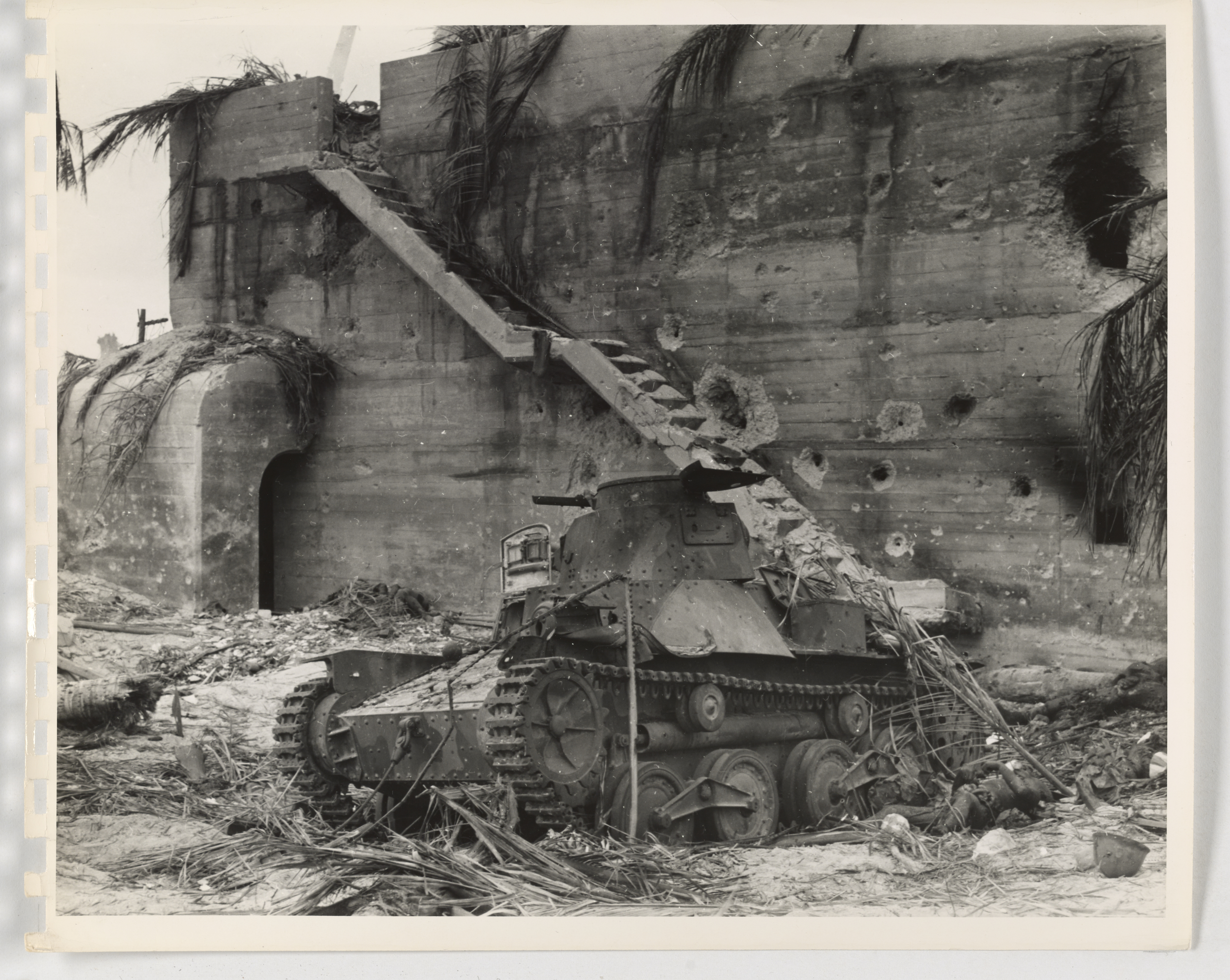
Xác xe tăng Nhật bị phá hủy sau trận đánh.

Trong số 3.636 lính Nhật đồn trú, chỉ có một sĩ quan và 16 binh sĩ đầu hàng. Trong số 1.200 lao động Triều Tiên được đưa đến Tarawa để xây dựng hệ thống phòng thủ, chỉ 129 người sống sót. Tổng cộng có 4.690 người bảo vệ hòn đảo đã thiệt mạng. Sư đoàn Thủy quân Lục chiến số 2 mất 894 người trong trận đánh, gồm 48 sĩ quan và 846 binh sĩ. 84 người bị thương và được di tản khỏi chiến trường sau đó tử thương vì vết thương quá nặng. Trong số này, tám người là sĩ quan và 76 binh sĩ. 2.188 lính Thủy quân Lục chiến bị thương trong trận chiến, bao gồm 102 sĩ quan và 2.086 binh sĩ. Trong số khoảng 12.000 lính Thủy quân Lục chiến của Sư đoàn Thủy quân Lục chiến số 2 đổ bộ vào Tarawa, 3.166 sĩ quan và binh sĩ trong số đó là thương vong. Phần lớn số thương vong này được ghi nhận trong 76 giờ từ cuộc đổ bộ lúc 09 giờ 10 ngày 20 tháng 11 và tới lúc đảo Betio được tuyên bố là an toàn lúc 13 giờ 30 ngày 23 tháng 11.

Thi thể của lính Mỹ tại một bãi biển ở Tarawa sau trận đánh.

Những thương vong nặng nề mà Hoa Kỳ phải gánh chịu tại Tarawa đã làm dấy lên làn sóng phản đối của công chúng, với các bài báo viết về những tổn thất cao khó hiểu được đối để đổi lại một hòn đảo nhỏ và dường như không có ý nghĩa gì quan trọng. Phản ứng của công chúng trở nên trầm trọng hơn trước những bình luận thẳng thắn vô cớ của một số tư lệnh Thủy quân Lục chiến. Tướng Holland M. Smith, chỉ huy Quân đoàn Tác chiến Đổ bộ số 5, người đã trực tiếp đi quan sát các bãi biển sau trận chiến, đã ví những tổn thất này giống như cuộc tấn công của Pickett tại trận Gettysburg. Bản thân Nimitz cũng bị "nhấn chìm" trong những bức thư đầy giận dữ từ gia đình của những binh lính hi sinh trên đảo.

Ở Washington, Tư lệnh Lực lượng Thủy quân Lục chiến mới được bổ nhiệm, Trung tướng Alexander Vandegrift, người hùng ở Guadalcanal được nhiều người kính trọng, đã trấn an Quốc hội và chỉ ra rằng "Tarawa là sự bắt đầu cho việc kết thúc cuộc chiến". Một bài xã luận của Tờ New York Times vào ngày 27 tháng 12 năm 1943 đã ca ngợi binh lính Thủy quân Lục chiến đã dũng cảm chiến đấu vượt qua các tuyến phòng thủ kiên cố và binh lính đồn trú cuồng tín ở Tarawa, đồng thời cảnh báo rằng các cuộc tấn công trong tương lai vào quần đảo Marshalls có thể dẫn đến tổn thất nặng nề hơn. "Chúng ta phải chuẩn bị mình ngay từ bây giờ để sẵn sàng cho cái giá đó". Trong hồi kí của mình, Tướng Holland Smith, người vốn không ưa và luôn chỉ trích Hải quân, đã viết rằng:
Tarawa có xứng đáng không ? Câu trả lời của tôi: Không. Ngay từ đầu, quyết định của các Chỉ huy trưởng liên quân về việc quyết định đánh chiếm Tarawa đã là một sai lầm. Từ sai lầm ban đầu của họ đã tạo ra một chuỗi sai sót khủng khiếp khác và đã dẫn đến những thương vong không đáng có.
Một số chỉ huy có liên quan, bao gồm Đô đốc Chester Nimitz, Phó Đô đốc Raymond Spruance, Thiếu tướng Julian C. Smith và Đại tá David Shoup, không đồng tình với Tướng Smith. Nimitz cho rằng:
Việc đánh chiếm được Tarawa đã đánh sập bức tường phòng thủ đầu tiên của quân Nhật ở khu vực Trung tâm Thái Bình Dương.
Nimitz phát động chiến dịch đánh chiếm quần đảo Marshalls mười tuần sau khi chiếm giữ Tarawa. Máy bay xuất phát từ các sân bay ở Betio và Apamama cho thấy ý nghĩa của chiến dịch đánh chiếm Tarawa, nhưng ý nghĩa lớn hơn cả dẫn đến thành công ở Marshalls là nhờ những bài học kinh nghiệm rút ra từ chính trận Tarawa trước đó.
Những tổn thất của Hoa Kỳ tại Tarawa xuất phát từ nhiều nguyên nhân, trong số đó là tính toán sai thủy triều và độ cao của các rặng san hô, những thiếu sót trong hoạt động đổ bộ, khả năng bắn phá của hải quân làm suy yếu hệ thống phòng thủ, kẻ thù đã cố thủ tốt, và những khó khăn trong việc phối hợp và liên lạc giữa các lực lượng khác nhau có liên quan.
Đây là lần đầu tiên trong cuộc chiến, một cuộc đổ bộ của Hoa Kỳ đã bị đánh trả dữ dội bởi lực lượng phòng thủ kinh nghiệm với hệ thống phòng thủ kiên cố. Các cuộc đổ bộ trước đây, chẳng hạn như cuộc đổ bộ lên Guadalcanal đã gặp ít hoặc gần như không gặp phải bất kì sự kháng cự nào ban đầu. Vào thời điểm đó, Tarawa là đảo san hô có hệ thống phòng thủ chắc chắn nhất từng bị quân Đồng minh xâm chiếm ở mặt trận Thái Bình Dương.
Các thiết giáp hạm và tuần dương hạm của Hải quân đã bắn khoảng 3.000 quả đạn pháo vào Tarawa trong ba giờ trước cuộc đổ bộ. "Đây là bãi biển được pháo kích nặng nề nhất từng được biết đến lúc đó. Tuy nhiên, nó tỏ ra không hiệu quả ..... Các loại đạn nổ mạnh được sử dụng bởi các tàu bắn phá thường phát nổ trước khi xuyên thủng các công trình phòng thủ của Nhật Bản (do đó) gây ít thiệt hại cho quân Nhật".
Tổng cộng gần 6.400 người Nhật Bản, Hàn Quốc và Mỹ đã tử mạng trên hòn đảo nhỏ bé trong suốt 76 giờ chiến đấu. Sau trận chiến, thi thể của lính Mỹ nằm la liệt trên bãi biển và nổi trên mặt nước. Trung sĩ Norman T. Hatch và những nhà quay phim Thủy quân Lục chiến khác đã có mặt trong trận đánh để ghi lại được cảnh quay để sử dụng cho một bộ phim tài liệu. Bộ tư liệu "With the Marines at Tarawa" được bao gồm cả nhiều cảnh quay chết chóc, dễ gây khó chịu đến nỗi đã tạo ra cuộc tranh luận giữa Nội các Chính phủ về quyết định có nên công bố bộ phim hay không. Tổng thống Franklin D. Roosevelt, sau khi xem xong các đoạn phim ở Tarawa, đã phê duyệt việc công khai bộ phim này cho toàn công chúng nước Mỹ.
Sau trận chiến, Sư đoàn Thủy quân Lục chiến số 2 được điều động đến Hawaii, để lại Tiểu đoàn 2 thuộc Trung đoàn 6 Thủy quân Lục chiến ở lại để thu dọn trận địa, đảm bảo an ninh cho các đơn vị Công binh Hải quân xây dựng lại đường băng và hỗ trợ chôn cất. Sư đoàn Thủy quân Lục chiến số 2 ở lại Hawaii trong sáu tháng, tái trang bị và huấn luyện, cho đến khi được điều động cho cuộc đổ bộ lớn tiếp theo: Trận Saipan ở quần đảo Mariana vào tháng 6 năm 1944. Các bài học kinh nghiệm tại Tarawa sẽ được áp dụng cho tất cả các cuộc tấn công đổ bộ tiếp theo như Hoa Kỳ trong nỗ lực vượt qua vành đai phòng thủ ở Trung tâm Thái Bình Dương.

## Ảnh hưởng sau này
Hàng trăm mộ phần của lính Mỹ không bao giờ được đưa về nước. Vào tháng 11 năm 2013, hài cốt của một lính Mỹ và bốn lính Nhật đựoc tìm thấy tại một vị trí được miêu tả là "đã bảo quản khá tốt tình trạng thực của chiến trường 70 năm trước và toàn bộ hài cốt đựoc tìm thấy tại chính nơi họ đã ngã xuống."
Hài cốt của 36 lính Thủy quân Lục chiến, bao gồm trung úy Alexander Bonnyman Jr. - được truy tặng Huân chương Danh dự sau trận đánh, được tìm thấy tại một nghĩa trang cũ, vốn đã bị mất dấu sau khi chiến tranh kết thúc. Nghĩa trang này được tìm thấy vào tháng 3 năm 2015. Ngày 26 tháng 11 năm 2015, toàn bộ 36 hài cốt được hồi hương tại sân bay thuộc căn cứ Không quân Hickam ở Honolulu, Hawaii.
Vào tháng 3 năm 2019, một ngôi mộ tập thể lớn của lính Thủy quân Lục chiến từ Trung đoàn Thủy quân Lục chiến số 6, được phát hiện ở Tarawa. Hài cốt của 22 lính Thủy quân Lục chiến được thu hồi từ ngôi mộ và đưa về căn cứ Không quân Hickam, Hawaii vào ngày 17 tháng 7 năm 2019